# 臺東氣象站
臺東氣象站為一座位在臺灣臺東縣臺東市區內的氣象觀測站，至今已成立114年。該氣象站由行政院交通部中央氣象署所管轄，全名為交通部中央氣象署臺東氣象站。臺東氣象站曾2004年5月9日測得臺灣氣象史上最高溫攝氏40.2度的紀錄，當天因出現焚風現象，導致市區炙熱耐，就在下午1時14分，氣象站測得攝氏40.2度的高溫。

## 沿革

### 日治時期
1896年時，臺灣總督府方面即規劃在臺灣各處興建多座氣象觀測站，而臺灣東部地區部分，原計畫於東海岸的臺東地區沿線尋找兩處地點興建兩座氣象觀測站，然而，當時因為東海岸地區尚未架設電信設備，加上當時該地區的交通聯繫尚未開拓，導致臺灣總督府決定延後開設東海岸兩座氣象站的時間。
1901年1月1日，臺灣總督府終於在今日臺東氣象站的位置成立氣象觀測站，當時稱為臺東測候所，並且直接隸屬在臺灣總督府之下。而初期，臺東測候所曾借用臺東廳第一室來充當辦公室進行氣象數據的監測與分析，每天固定定時觀測6次。臺東測候所的成立，也成為了臺灣東部地區正式首度擁有氣象觀測業務。
1943年，臺東測候所從原先每日觀測6次改為每天觀測3次。

### 戰後至今
1945年10月，第二次世界大戰結束，國民政府接收臺灣。11月1日，政府派石延漢接收臺灣省氣象設施，成立「臺灣省氣象局」，隸屬在臺灣行政長官公署之下，並開始接收臺灣總督府所遺留在臺灣各處的氣象測候所。臺東測候所方面，在由氣象局接收後，站名改名為「臺灣省氣象局臺東測候所」，後再改隸屬在臺灣省政府之下。1947年3月15日至4月9日之間，臺東測候所曾暫停觀測氣象，直到4月10日恢復觀測。1948年1月，臺灣省氣象局改制為臺灣省氣象所，並且隸屬在臺灣省交通處之下，臺東測候所再次改名為「臺灣省氣象所臺東測候所」。
1965年9月1日，臺灣省氣象所再度改制為臺灣省氣象局，1971年7月1日，臺灣省氣象局恢復原在中國大陸的建制為交通部中央氣象局，而雖然隸屬單位的名稱經過多次更迭，但臺東測候所方面僅單位全名的直隸單位方面有進行更換，站名依舊保持不變。直到1976年11月10日，中央氣象局依據其「附屬測站組織通則」，將臺東測候所改名為臺東氣象測站，全名為「中央氣象局臺東氣象測站」，並將該氣象站歸類在三等氣象站之中。1989年8月1日，臺東氣象測站再依交通部中央氣象局附屬測報機構全銜更名，修正為「交通部中央氣象局臺東氣象站」至2023年9月。2023年9月改制「交通部中央氣象署臺東氣象站」。

## 站體結構
臺東氣象站的辦公廳舍除風力塔自日治時期保留至今以外，辦公廳部分，自1972年5月起汰分年將原日治時期所興建的木造房屋分批改建。1974年3月，增建8棟鋼構混凝土平頂式房屋，此建物共有兩樓，並規劃作為職務宿舍之用，而在該宿舍興建時，曾於挖掘地基的工程中，挖掘出兩具無棺木骷髏，而因為當地居民民間流傳臺東氣象站之原址於臺灣清領時期時曾為清兵的兵營駐屯地，今氣象站部分恰為當時清兵所使用的刑場。
1976年2月，臺東氣象站大門進行改建，同年5月，依據氣象法標準將觀測坪進行整建。
2015年11月，由於臺東氣象站站內的辦公廳面積已不敷使用，因此在計畫以原址為基礎將目前辦公廳拆毀改建新辦公廳，而該氣象站中，自成立時便種植生長至今的7顆松樹因受到站員及周圍居民要求，因此也將予以保留。此改建工程於同年11月10日舉行動工典禮，並計畫在2016年底正式完工。

## 編制
臺東氣象站目前依據中氣象氣象署三等氣象站作業標準站內總配置人數為5人，其中主任1名及職員4名，並實施每天11小時輪班作業。目前臺東氣象站轄下管理成功站區及大武站區。

## 監測設備

### 氣壓類
- 水銀氣壓計（架設高度：0.7公尺）
- 空盒氣壓儀（架設高度：0.7公尺）
- 遙測系統（架設高度：0.7公尺）
- 自動系統（架設高度：0.7公尺）

### 溫濕類
- 乾濕球溫度計（架設高度：1.4公尺）
- 通風乾濕球溫度計（架設高度：1.4公尺）
- 溫濕度自記儀（架設高度：1.4公尺）
- 溫度露點儀（架設高度：1.4公尺）

### 降水類
- 雨量器（架設高度：0.2公尺）
- 自記雨量儀（架設高度：0.2公尺）
- 遙測系統（架設高度：1.6公尺）
- 自動系統（架設高度：0.2公尺）

### 風力類
- 風向計（架設高度：11.4公尺）
- 風杯風速計（架設高度：11.4公尺）
- 風車型（架設高度：11.4公尺）
- 自動系統（架設高度：11.4公尺）

### 輻射類
- 約旦日照計
- 康氏日照計（架設高度：9.8公尺）
- 全天輻射儀（架設高度：9.8公尺）
- 直達日射儀（架設高度：9.8公尺）

### 蒸發類
- 蒸發皿 箱內（20公分）
- 蒸發皿 箱外（20公分）
- A型（120公分，架設高度：0.1公尺）

## 資料來源
1. 1 2  . 美麗島電子報. 2015-11-11  [2016-01-28]. （原始内容存档于2015-11-30） （中文（臺灣））.
2. ↑  . TVBS新聞台. 2004-05-09  [2016-12-05]. （原始内容存档于2017-03-05） （中文（臺灣））.
3. 1 2 3 4 5 6 7 8 9 10  . 交通部中央氣象局.   [2016]. （原始内容存档于2021-11-15） （中文（臺灣））.
4. ↑  劉昭民. . 臺北市. 2011. ISBN 9789570525656.
5. ↑  潘俊偉. . 聯合電子報. 2015-11-11  [2016-01-28]. （原始内容存档于2016-02-06） （中文（臺灣））.
6. ↑  . 鉅亨網新聞. 2015-11-10  [2016-01-28] （中文（臺灣））.
7. ↑  交通部中央氣象署臺東氣象站編制表

## 外部連結
- 交通部中央氣象署臺東氣象站 （页面存档备份，存于）